# 山口達太郎

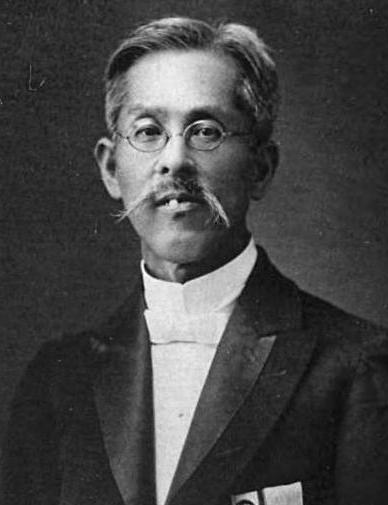
山口達太郎

山口 達太郎（やまぐち たつたろう、1858年7月19日（安政5年6月9日）- 1920年（大正9年）8月9日）は、明治から大正期の実業家、政治家。衆議院議員。

## 経歴
越後国刈羽郡横沢村（新潟県刈羽郡横沢村、小国村、小国町を経て現長岡市）で、実業家・山口権三郎の長男として生まれる。漢学を修めた。1902年（明治35年）10月に家督を相続。
生家は代々庄屋を務めた家系で、地租改正用掛、小坂神社祠掌、戸長、学務委員、刈羽郡衛生会員、同農会名誉会員などを務めた。
実業界では、東京山口銀行頭取、長岡銀行頭取、新潟県農工銀行取締役、百三十九銀行取締役、柏崎銀行取締役、日本石油取締役、北越水力電気社長、日本水力電気社長、日本電気工業社長、新潟鐵工所初代社長などを務めた。
1904年（明治37年）3月の第9回衆議院議員総選挙に新潟県郡部から憲政本党所属で出馬して当選し、衆議院議員に1期在任した。
また、父が創設した山口育英会を継承し、公共事業等に多額の寄付を行った。

## 家族・親族
- 父 ： 山口権三郎
- 長男 ： 山口誠太郎